# Francisco Giner de los Ríos

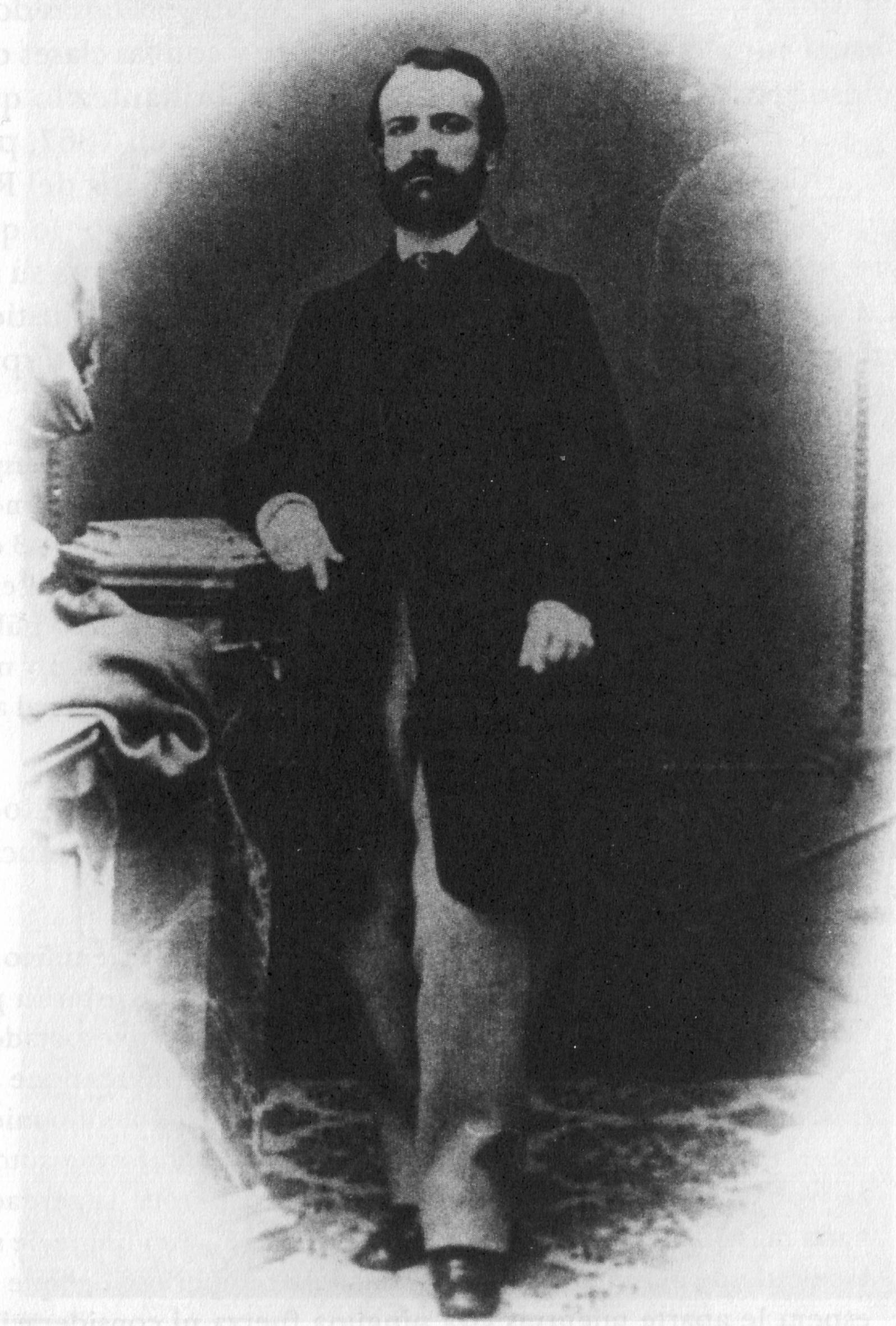
Francisco Giner de los Ríos.

Francisco Giner de los Rios, född 10 oktober 1840 i Ronda, död 17 februari 1915 i Madrid, var en spansk filosof och litteraturhistoriker. Han var bror till Hermenegildo Giner de los Ríos.
Giner de los Ríos, som var professor i rättsfilosofi, verkade reformerande på undervisningsområdet och publicerade Estudios filosóficos y religiosas, Estudios de literatura y arte, Estudios jurídicos y políticos, Educación y enseñanza och Filosofia de derecho och andra arbeten.